# Бутінґе
Бутінґе (нім. Butendiekshof або Budendiekshof) — невелике село на узбережжі Балтійського моря на півночі Литви, на кордоні з Латвією. Належить до муніципалітету міста Паланга і знаходиться 17 км на північ від міста Паланга. Село тривалий час належало Ліфляндії, а з 1921 року входить до складу Литви.
Нафтовий термінал Бутінге, що входить до складу ORLEN Литва, працює з 1999 року. Термінал є дещо суперечливим через побоювання розливів нафти, які сталися. З липня 2006 року нафтовий термінал Бутінґе є єдиним способом постачання ORLEN Литва (колишня Mažeikių Nafta) нафтою, оскільки контрольована російським державою корпорація «Лукойл» припинила постачання через нафтопровід «Дружба» з Росії.